# الحزب اللامركزي (بيرو)
الحزب اللامركزي (بالإسبانية: Partido Descentralista) كان حزباً سياسياً في بيرو. كان رئيسه فرانسيسكو تامايو.